# 格赖默拉特
格赖默拉特是德国莱茵兰-普法尔茨州的一个市镇。总面积3.75平方公里，总人口241人，其中男性117人，女性124人（2011年12月31日），人口密度64人/平方公里。